# Serie A Federale 2010
Il campionato italiano di baseball di Serie A federale 2010 ha avuto inizio il 10 aprile 2010. Nato a seguito dell'istituzione in Italia del primo campionato professionistico denominato Italian Baseball League. Il vincitore del torneo si fregierà del primo titolo di Campione d'Italia della Serie A Nazionale baseball 2010.

## Le squadre partecipanti
Girone A
- Bollate Baseball Club
- Senago Milano United
- Cagliari Baseball Club
- Elettra Energia Novara 2000
- Eurodifarm Codogno
- ICM Ponte di Piave
- Ilcea Rovigo
- Juve 98 Torino
- Rangers Redipuglia Baseball Club
- Rebecchi Cariparma Piacenza

Girone B
- Bancaetruria Arezzo
- Anzio Baseball Club
- Lanfranchi Storci Collecchio
- CUS Messina
- Comcor Engineering Modena
- Heila Poviglio
- Palfinger Italia Reggio Emilia
- Acotel Urbe Roma
- E-Tecno 1/Fontana Sala Baganza
- Rams Baseball Club Viterbo

## Risultati

### Girone A
I giornata (10-11 aprile)
| Partita                    | Gara 1 | Gara 2 | Serie |
| -------------------------- | ------ | ------ | ----- |
| Codogno - Bollate          | 5-4    | 5-4    | 2-0   |
| Novara - Juve 98           | 4-20   | 6-16   | 0-2   |
| Redipuglia - Senago Milano | 4-9    | 3-9    | 0-2   |
| Ponte di Piave - Cagliari  | 12-6   | 12-2   | 2-0   |
| Rovigo - Piacenza          | 12-7   | 8-1    | 2-0   |

II giornata (17-18 aprile)
| Partita                | Gara 1 | Gara 2 | Serie |
| ---------------------- | ------ | ------ | ----- |
| Segate Milano-Cagliari | rinv.  | rinv.  |       |
| Piacenza-Novara        | 14-8   | rinv.  |       |
| Codogno-Rovigo         | 6-1    | rinv.  |       |
| Juve 98-Redipuglia     | 2-4    | 3-1    | 1-1   |
| Ponte di Piave-Bollate | 15-5   | 2-9    | 1-1   |

III giornata (24-25 aprile)
| Partita                   | Gara 1 | Gara 2 | Serie |
| ------------------------- | ------ | ------ | ----- |
| Redipuglia-Ponte di Piave | 5-0    | 4-5    | 1-1   |
| Rovigo-Segate Milano      | 3-1    | 1-2    | 1-1   |
| Piacenza-Juve 98          | 6-10   | 4-2    | 1-1   |
| Bollate-Cagliari          | 7-1    | 11-1   | 2-0   |
| Novara-Codogno            | 3-14   | 3-11   | 0-2   |

### Girone B
I giornata (10-11 aprile) e (12-13 giugno)
| Partita                    | Gara 1    | Gara 2   | Serie   |
| -------------------------- | --------- | -------- | ------- |
| Reggio Emilia - Collecchio | 11-6 8-0  | 4-6 6-2  | 1-1 2-0 |
| Modena - Viterbo           | 6-10 8-1  | 0-2 2-1  | 0-2 2-0 |
| Anzio - Messina            | 7-13 12-1 | 6-0 0-3  | 1-1     |
| Poviglio Baseball - Arezzo | 0-8 13-19 | 8-7 14-8 | 1-1     |
| Sala Baganza - Roma        | 5-4 9-10  | 11-1 5-2 | 2-0 1-1 |

II giornata (17-18 aprile)
| Partita              | Gara 1 | Gara 2 | Serie |
| -------------------- | ------ | ------ | ----- |
| Collecchio-Anzio     | 10-9   | 2-9    | 1-1   |
| Viterbo-Sala Baganza | 7-8    | 1-0    | 1-1   |
| Arezzo-Modena        | 2-4    | 0-7    | 0-2   |
| Roma-Reggio Emilia   | 13-15  | 4-18   | 0-2   |
| Messina-Poviglio     | rinv.  | rinv.  |       |

III giornata (24-25 aprile)
| Partita               | Gara 1 | Gara 2 | Serie |
| --------------------- | ------ | ------ | ----- |
| Reggio Emilia-Messina | rinv.  | rinv.  |       |
| Modena-Collecchio     | 3-5    | 5-1    | 1-1   |
| Viterbo-Roma          | 9-12   | 5-4    | 1-1   |
| Poviglio-Anzio        | 3-2    | 1-3    | 1-1   |
| Sala Baganza-Arezzo   | 7-9    | 3-0    | 1-1   |

IV giornata (1º maggio)
| Partita              | Gara 1 | Gara 2 | Serie |
| -------------------- | ------ | ------ | ----- |
| Collecchio-Povoglio  | 7-8    | 11-1   | 1-1   |
| Arezzo-Viterbo       | 11-4   | 3-2    | 2-0   |
| Modena-Roma          | 6-5    | 16-0   | 2-0   |
| Anzio-Reggio Emilia  | 8-2    | 1-5    | 1-1   |
| Messina-Sala Baganza | 2-9    | 7-1    | 1-1   |

V giornata (8 maggio)
| Partita                 | Gara 1 | Gara 2 | Serie |
| ----------------------- | ------ | ------ | ----- |
| Modena-Anzio            | 3-6    | 2-1    | 1-1   |
| Viterbo-Messina         | 9-2    | 8-9    | 1-1   |
| Poviglio-Reggio Emilia  | 2-14   | 0-6    | 0-2   |
| Arezzo-Roma             | 6-8    | 1-6    | 0-2   |
| Sala Baganza-Collecchio | 12-2   | 3-0    | 2-0   |

VI giornata (15 maggio)
| Partita              | Gara 1 | Gara 2 | Serie |
| -------------------- | ------ | ------ | ----- |
| Reggio Emilia-Arezzo | 6-8    | 8-0    | 1-1   |
| Collecchio-Viterbo   | 9-8    | 2-6    | 1-1   |
| Poviglio-Modena      | 3-12   | 4-5    | 0-2   |
| Anzio-Sala Baganza   | rinv.  | rinv.  |       |
| Messina-Roma         | 5-3    | 14-8   | 2-0   |

VII giornata (22-23 maggio)
| Partita               | Gara 1 | Gara 2 | Serie |
| --------------------- | ------ | ------ | ----- |
| Modena-Reggio Emilia  | 0-10   | 4-0    | 1-1   |
| Viterbo-Anzio         | 9-5    | 3-14   | 1-1   |
| Arezzo-Messina        | 4-3    | 3-4    | 1-1   |
| Sala Baganza-Poviglio | 7-6    | 4-0    | 2-0   |
| Roma-Collecchio       | 8-2    | 5-8    | 1-1   |

VIII giornata (29 maggio)
| Partita                    | Gara 1 | Gara 2 | Serie |
| -------------------------- | ------ | ------ | ----- |
| Reggio Emilia-Sala Bafanza | 10-8   | 2-1    | 2-0   |
| Collecchio-Arezzo          | 2-9    | 1-11   | 0-2   |
| Modena-Messina             | 14-3   | 0-1    | 1-1   |
| Poviglio-Viterbo           | 14-10  | 2-6    | 1-1   |
| Anzio-Roma                 | 12-8   | 4-0    | 2-0   |

IX giornata (5-6 giugno)
| Partita               | Gara 1 | Gara 2 | Serie |
| --------------------- | ------ | ------ | ----- |
| Viterbo-Reggio Emilia | 3-15   | 0-13   | 0-2   |
| Arezzo-Anzio          | 10-21  | 0-4    | 0-2   |
| Sala Baganza-Modena   | 9-1    | 2-3    | 1-1   |
| Roma-Poviglio         | 9-8    | 7-5    | 2-0   |
| Messina-Collecchio    | 1-6    | 1-0    | 1-1   |

## Classifiche
Le prime due classificate di ogni girone si affronteranno in semifinali e finale per l'assegnazione del titolo, l'ultima di ogni girone retrocede in Serie B federale.

### Girone A
| Classifica                  | PG | PV | PP | PCT   |
| --------------------------- | -- | -- | -- | ----- |
| Eurodifarm Codogno          | 5  | 5  | 0  | 1.000 |
| Senago Milano United        | 4  | 3  | 1  | .750  |
| ICM Ponte di Piave          | 6  | 4  | 2  | .666  |
| Juve 98                     | 6  | 4  | 2  | .666  |
| Ilcea Rovigo                | 5  | 3  | 2  | .600  |
| Bollate                     | 6  | 3  | 3  | .500  |
| Rebecchi Carparma Piacenza  | 5  | 2  | 3  | .400  |
| Rangers Redipuglia          | 6  | 2  | 4  | .333  |
| Cagliari                    | 4  | 0  | 4  | .000  |
| Elettra Energia Novara 2000 | 5  | 0  | 5  | .000  |

### Girone B
| Classifica                     | PG | PV | PP | PCT  |
| ------------------------------ | -- | -- | -- | ---- |
| Palfinger Italia Reggio Emilia | 18 | 14 | 4  | .777 |
| Comcor Engineering Modena      | 20 | 13 | 7  | .650 |
| Anzio                          | 20 | 12 | 8  | .600 |
| CUS Messina                    | 16 | 9  | 7  | .562 |
| E-Tecno 1/Fontana Sala Baganza | 20 | 11 | 9  | .550 |
| Bancaetruria Arezzo            | 20 | 9  | 11 | .450 |
| Rams Viterbo                   | 20 | 8  | 12 | .400 |
| Acotel Urbe Roma               | 20 | 8  | 12 | .400 |
| Lanfranchi Storci Collecchio   | 20 | 7  | 13 | .350 |
| Heila Poviglio                 | 18 | 5  | 13 | .277 |